# Ruta 74 (Uruguay)
La ruta 74 de Uruguay es una carretera ubicada en el departamento de Canelones que a la fecha de marzo de 2023 no se le ha asignado nombre en forma oficial.

## Características
Tiene una extensión de 7,5 km, en su trazado la ruta  presenta una carpeta asfáltica de una única vía, correctamente señalizada, carente de una banquina definida y mantenida, que actualmente se encuentra en etapa de iluminación.

## Trazado
En su trazado de sur a norte se encuentra:
- km 25 Monumento a Carlos Gardel.
- km 25.500 Industria KEVENOLL S.A.
- km 26 Planta Cibeles.
- km 27.500 Cruce de vía férrea (Montevideo-Minas).
- km 27.500 en su pasaje por Joaquín Suárez adopta el nombre de calle José Pedro Varela por 4 cuadras en la planta urbana.
- km 29 Bodega Turística.

## Conectividad de la ruta 74
La ruta 74 conecta con la ciudad de Joaquín Suárez en lo inmediato con el departamento de Montevideo y con otras ciudades de Canelones.
- Al sur se conecta con la ruta nacional 8 Brigadier General Juan Antonio Lavalleja que le da conectividad con la ciudad de Pando y con el departamento de Montevideo.
- Al norte a través de la rotonda denominada Empalme del Sauce, se da conectividad con la ruta nacional 6 Joaquín Suárez, que al oeste comunica con el departamento de Montevideo y al sur con la ciudad de Sauce.
- Al este da conectividad con la ruta 7 General Aparicio Saravia que da conectividad con la ciudad de San Jacinto.

Dada la conectividad que ofrece, es una ruta de alto tránsito, lo cual requiere un mantenimiento permanente.

## Galería

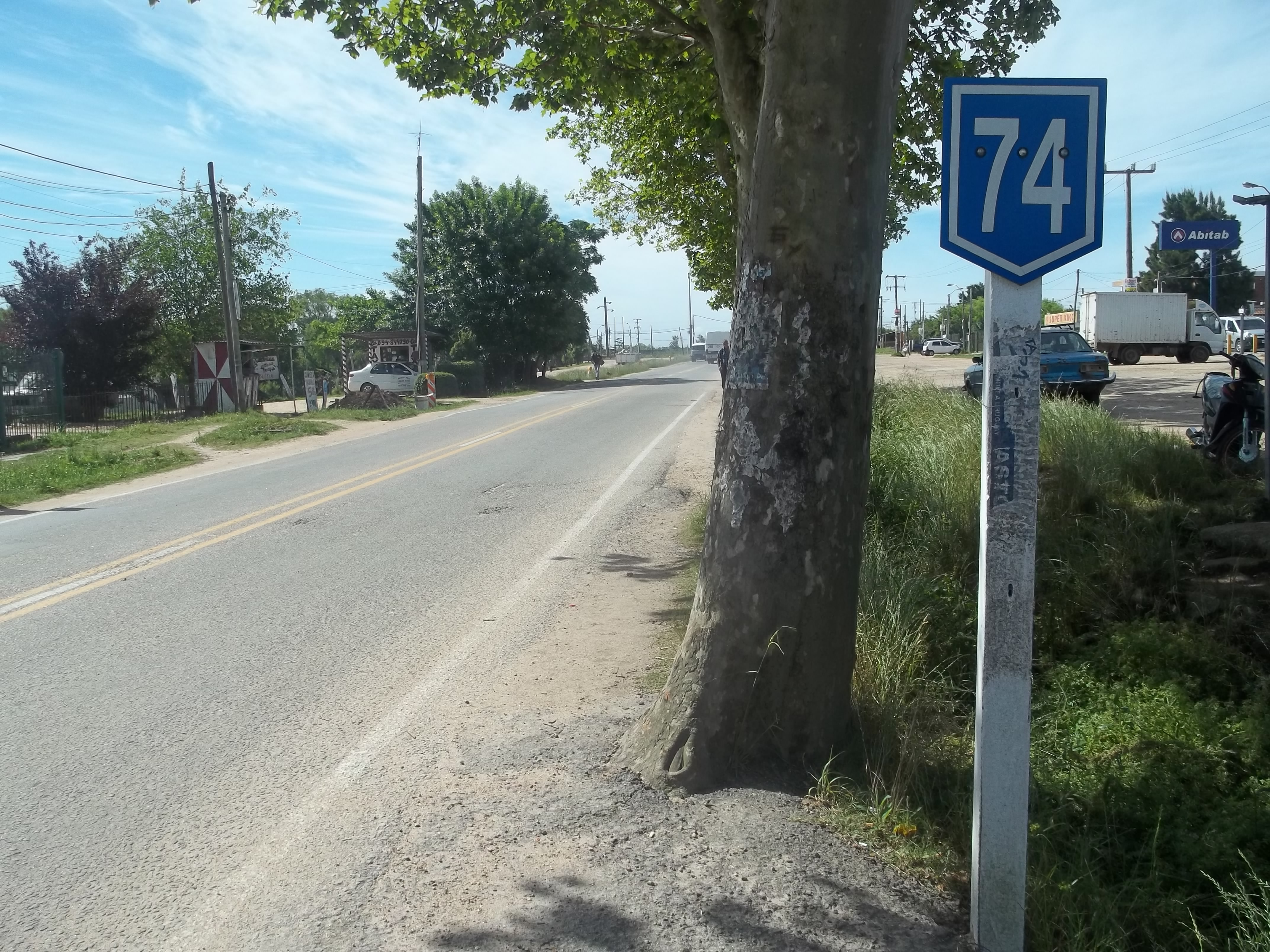
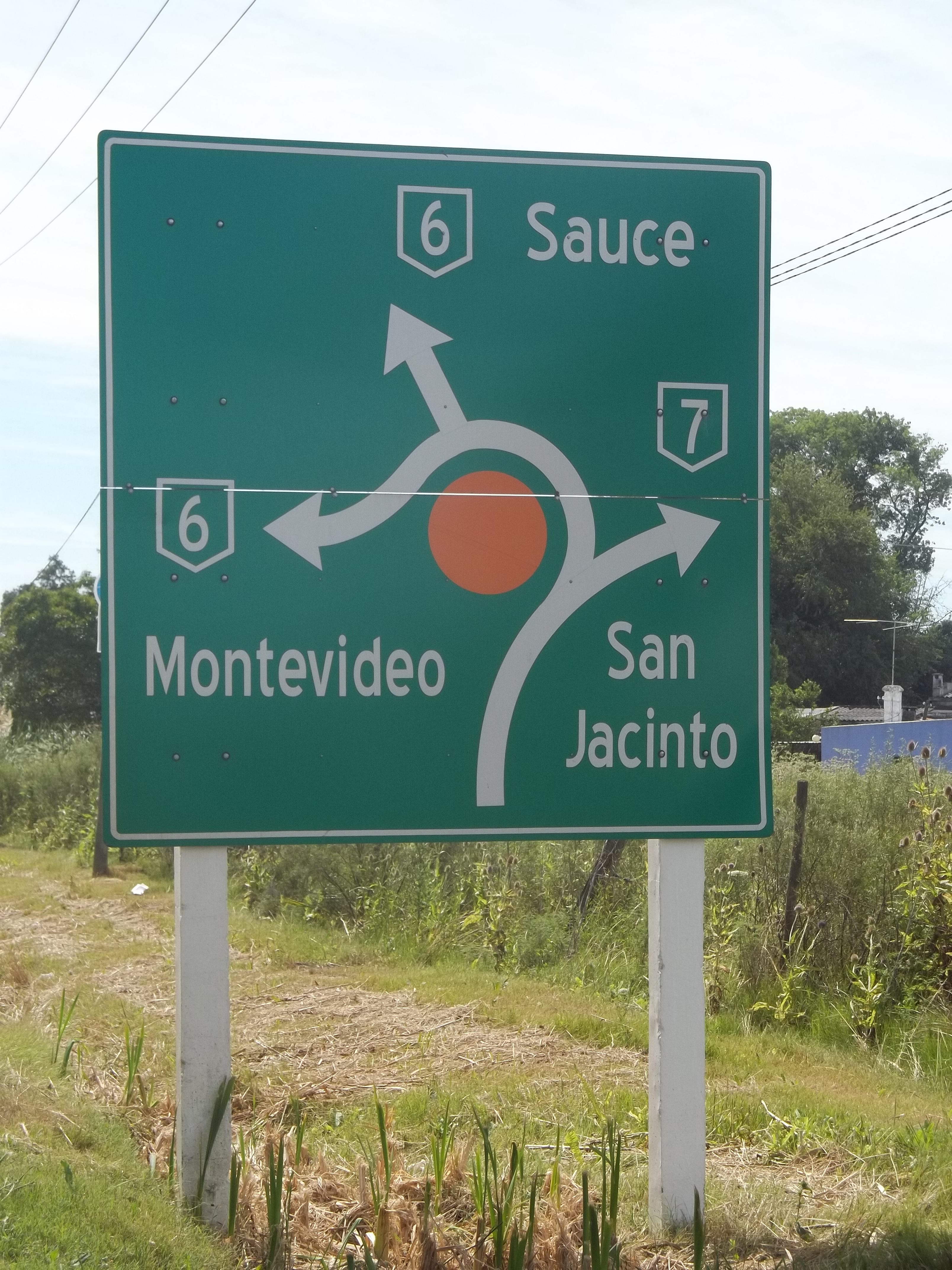